# 皮尼库尔
皮尼库尔（法語：Pignicourt，法語發音：[piɲikuʁ]）是法国上法蘭西大區埃纳省的一个市镇，属于拉昂区。

## 地理
皮尼库尔（49°24'57"N, 4°1'50"E）面积7.01 平方千米，位于法国上法蘭西大區埃纳省，该省份为法国北部内陆省份，北起北部省，西接索姆省和瓦兹省，东临阿登省和马恩省，西南至塞纳-马恩省，东北部与比利时接壤。
与皮尼库尔接壤的市镇（或旧市镇、城区）包括：贝特里库尔、埃纳河畔讷沙泰勒、奥兰维尔、瓦里斯库尔、埃纳河畔布列讷、欧梅南库尔、埃纳河畔新城。

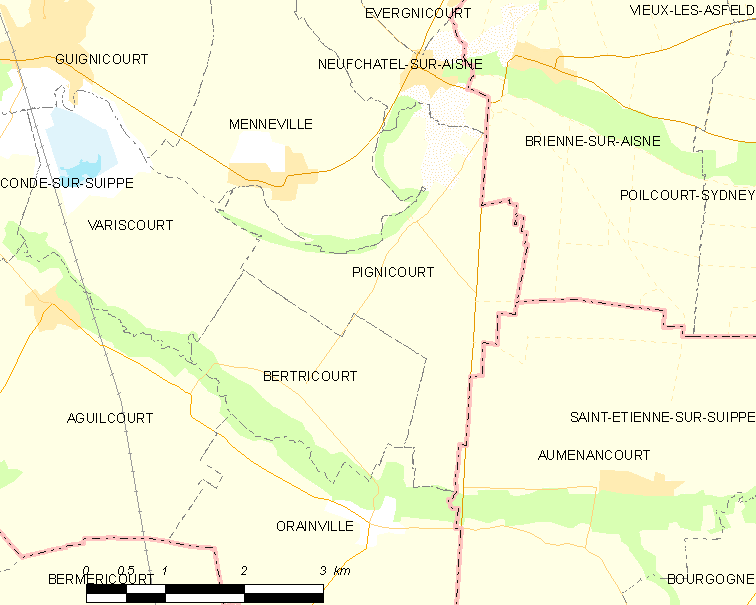
皮尼库尔的OSM定位图

皮尼库尔的时区为UTC+01:00、UTC+02:00（夏令时）。

## 行政
皮尼库尔的邮政编码为02190，INSEE市镇编码为02601。

## 政治
皮尼库尔所属的省级选区为埃纳河畔新城县。

## 人口

1962-2008年间皮尼库尔人口变化图示

皮尼库尔于2022年1月1日时的人口数量为175人。